# Gustavo Pignero
Gustavo Pignero (Napoli, 29 settembre 1947 – Roma, 11 settembre 2006) è stato un agente segreto e generale italiano.

## Biografia
Capitano dei Carabinieri, facente parte nel 1974 del nucleo antiterrorismo del generale dalla Chiesa, avvalendosi della collaborazione di Silvano Girotto, catturò i due capi delle Brigate Rosse Curcio e Franceschini, decapitando così il movimento armato.
Dopo il periodo all'antiterrorismo, prestò servizio al SISMI (Servizio segreto militare) dove grazie alle sue doti organizzative e investigative, nel 2003, era responsabile dei centri Sismi del Nord Italia e quindi giunse a capo della Prima divisione (controspionaggio) dell'intelligence militare, con il grado di generale di brigata.
Le indagini sul sequestro, avvenuto nel 2003, da parte degli americani del presunto terrorista egiziano Abu Omar a Milano, dirette dai due magistrati Armando Spataro e Ferdinando Enrico Pomarici, che accusano il SISMI di collaborazionismo, non con i terroristi ma con gli alleati americani, coinvolsero il generale Pignero, per il quale i magistrati ottennero nel luglio 2006 gli arresti domiciliari, che a sua volta in un drammatico interrogatorio accusò i due magistrati di non avere senso dello Stato e di mettere a rischio la sicurezza del Paese.
È scomparso nel settembre 2006 all'età di 59 anni.